# Циклопропенилиден
Циклопропенилиден (c-C3H2) представляет собой частично ароматические молекулы, принадлежащие к высокому реакционному классу органических молекул, известных как карбены. На Земле циклопропенилиден можно наблюдать  только в лаборатории из-за его реакционной способности. Однако циклопропенилиден обнаружен в значительных концентрациях в межзвездной среде (МЗС) и на спутнике Сатурна Титане. Его симметричный изомер C 2v, пропадиенилиден (CCCH 2 ), также обнаружен в межзвездной среде, но с содержанием примерно на порядок ниже. Третий симметричный изомер C2, пропаргилен (HCCCH), еще не обнаружен в межзвездной среде, скорее всего, из-за его низкого дипольного момента.

## История
Астрономическое обнаружение c-C3H2 было впервые сделано в 1985 году. За четыре года до этого несколько неоднозначных линий наблюдались в радиодиапазоном спектре в межзвездной среде(МЗС), но они не были идентифицированы. Позднее эти линии были сопоставлены со спектром c-C3H2 с помощью ацетилен-гелиевого разряда. Неожиданно было обнаружено, что c-C3H2 повсеместно присутствует в МЗС. Обнаружение c-C3H2 в межзвёздных облаках было достаточно неожиданным из-за их низкой плотности. Предполагалось, что химический состав среды не позволяет образовываться более крупным молекулам, но это открытие, а также наблюдение других крупных молекул продолжают проливать свет на их природу.
Совсем недавние[когда?] наблюдения c-C3H2 в облаках также подтвердили концентрации, которые были значительно выше ожидаемых. Это привело к предположению, что фотодиссоциация полициклических ароматических углеводородов (ПАУ) усиливает образование c-C3H2.

### Титан(спутник Сатурна)
15 октября 2020 года было заявлено, что небольшое количество циклопропенилидена было обнаружено в атмосфере Титана, самого большого спутника Сатурна.

## Формирование
Предполагается, что реакция образования C3H2 является диссоциативной рекомбинацией C3H3+.
С3Н3+ + е− → С3Н2 + Н
c-C3H3+ является продуктом длинной цепи углеродной химии, которая происходит в межзвездной среде. Реакции внедрения углерода имеют решающее значение в этой цепи для образования C3H3+. Однако, поскольку для большинства ион-молекулярных реакций, которые, как предполагается, важны в межзвездной среде, этот путь не был подтвержден лабораторными исследованиями. Протонирование NH3 при  помощью c-C3H3+ является другой реакцией образования. Однако, в типичных условиях плотного облака эта реакция должна отвечать за менее чем 1% образования C3H2.
Эксперименты с перекрещенными молекулярными пучками показывают, что реакция метилидинового радикала (CH) с ацетиленом (C2H2 ) образует циклопропенилиден плюс атомарный водород, а также пропадиенилиден плюс атомарный водород. Нейтрально-нейтральная реакция между атомарным углеродом и виниловым радикалом (C2H3) также образует циклопропенилиден плюс атомарный водород. Обе реакции происходят быстро при температуре 10 кельвинов, не имеют входного барьера и обеспечивают эффективные пути формирования в холодных межзвездных средах и богатых углеводородами атмосферах планет и их спутников.
Матричный изолированный циклопропенилиден был получен мгновенным вакуумным термолизом производного квадрициклана в 1984 г.

## Разрушение
Циклопропенилиден обычно разрушается реакциями между ионами и нейтральными молекулами. Из них наиболее распространенных реакции протонирование. Любые частицы типа HX+ могут реагировать, превращая c-C3H2 обратно в c-C3H3+. Из соображений константы скорости и концентрации наиболее важными реагентами для разрушения c-C3H2 являются HCO +, H3+ и H3O+.
C3H2 + HCO+  →  C3H3+ + CO
c-C3H2 в основном разрушается, превращая его обратно в C3H3+. Поскольку основные пути разрушения регенерируют только главную родительскую молекулу, C3H2 по сути является тупиком с точки зрения химии межзвездного углерода. Однако в диффузных облаках или в области фотодиссоциации плотных облаков реакция с C+ становится намного более значительной, и C3H2 может начать вносить вклад в образование более крупных органических молекул.

## Спектроскопия
Обнаружение c-C3H2 в межзвездной среде основано на наблюдениях молекулярных переходов с помощью вращательной спектроскопии. Поскольку c-C3H2 является асимметричным волчком, уровни вращательной энергии расщепляются, и спектр усложняется. Также C3H2 имеет спиновые изомеры, очень похожие на спиновые изомеры водорода. Эти орто- и пара-формы существуют в соотношении 3:1, и их следует рассматривать как отдельные молекулы. Хотя орто- и пара-формы выглядят одинаково химически, уровни энергии различны, что означает, что молекулы имеют разные спектроскопические переходы.
При наблюдении c-C3H2 в межзвездной среде можно увидеть только определенные переходы. В общем, только несколько линий доступны для использования в астрономических исследованиях. Многие линии не наблюдаются, потому что они поглощаются атмосферой Земли. Единственные линии, которые можно наблюдать, - это те, которые попадают в радио окно. Наиболее часто наблюдаемые линии - это переход от 110 к 101 с частотой 18343МГц и переход с 212 на 101 на 85338 МГц для орто c-C3H2.

## Рекомендации
1. ↑  David Fossé (2001). Molecular Carbon Chains and Rings in TMC-1. The Astrophysical Journal. doi:10.1086/320471.
2. 1 2  P. Thaddeus, J. M. Vrtilek, and C. A. Gottlieb "Laboratory and Astronomical Identification of Cyclopropenylidene, C3H2." Astrophys. J. 299 L63 (1985)
3. ↑  P. Thaddeus, M. Guelin, R. A. Linke "Three New "Nonterrestrial" Molecules" Astrophys. J. 246 L41 (1981)
4. 1 2  Lucas, R. and Liszt, H. "Comparative chemistry of diffuse clouds I. C2H and C3H2" Astron. & Astrophys., 358, 1069 (2000)
5. ↑  H. E. Matthews and W. M. Irvine "The Hydrocarbon Ring C3H2 is Ubiquitous in the Galaxy" Astrophys. J., 298, L61 (1985)
6. ↑  P. Cox, R. Gusten, and C. Henkel "Observations of C3H2 in the Diffuse Interstellar Medium" Astron. & Astrophys., 206, 108 (1988)
7. 1 2  J. Pety et al. "Are PAHs precursors of small hydrocarbons in photo-dissociation regions? The Horsehead case" Astron. & Astrophys., 435, 885 (2005)
8. ↑  C.A. Nixon et al. "Detection of Cyclopropenylidene on Titan with ALMA" J. Astron., 160-5 (2020)
9. ↑  В атмосфере Титана нашли сверхактивные молекулы углеводородов. ТАСС. Дата обращения: 24 декабря 2020. Архивировано 5 декабря 2020 года.
10. 1 2  S. A. Maluendes, A. D. McLean, E. Herbst "Calculations Concerning Interstellar Isomeric Abundance Ratios for C3H and C3H2" Astrophys. J., 417 181 (1993)
11. ↑  P. Maksyutenko, F. Zhang, X. Gu, R.I. Kaiser, "A Crossed Molecular Beam Study on the Reaction of Methylidyne Radicals [CH(X2Π)] with Acetylene [C2H2(X1Σg+)] - Competing C3H2 + H and C3H + H2 Channels", Chem. Phys Phys. Chem. 13, 240-252 (2011).
12. ↑  A.V. Wilson, D.S.N. Parker, F. Zhang, R.I. Kaiser, "Crossed Beam Study of the Atom-Radical Reaction of Ground State Carbon Atoms (C(3P)) with the Vinyl Radical (C2H3(X2A'))", Phys. Chem. Chem. Phys, 14, 477-481 (2012).
13. ↑  R.I. Kaiser, "Experimental Investigation on the Formation of Carbon-Bearing Molecules in the Interstellar Medium via Neutral-Neutral Reactions", Chem. Rev., 102, 1309-1358 (2002).
14. ↑  Hans P. Reisenauer, Günther Maier, Achim Riemann and Reinhard W. Hoffmann "Cyclopropenylidene" Angew. Chem. Int. Ed. Engl., 23 641 (1984)
15. ↑  T. J. Millar, P. R. A. Farquhar, K. Willacy "The UMIST Database for Astrochemistry 1995" Astron. and Astrophys. Sup., 121 139 (1997)